# Kokora Mustjärv
Kokora Mustjärv (est. Mustjärv (Kokora Mustjärv)) – jezioro w Alatskivi w prowincji Tartu w Estonii. Położone jest na północ od wsi Savastvere. Ma powierzchnię 23,8 (23,3) hektarów, linię brzegową o długości 2511 m, średnia głębokość wynosi 5 m, a maksymalna 8m. Przez jezioro przepływa rzeka Alatskivi.